# Una su 1.000.000
Una su 1.000.000 è una canzone di Alex Britti. Il brano, pubblicato nell'ottobre del 2000, anticipa l'uscita del secondo album del cantautore romano La vasca.
Il singolo debutta in classifica direttamente alla terza posizione il 12 ottobre 2000, raggiungendo la prima posizione la settimana successiva.
È stato frequentemente trasmesso in radio, raggiungendo la posizione numero 1 dell'airplay.

## Video musicale
Il videoclip di "Una su 1.000.000" è stato diretto da Stefano Salvati. Nel video, due bambini si conoscono alla fermata dell'autobus e si innamorano. La scena si sposta a qualche anno dopo e i due ragazzi, ormai adolescenti, si rincontrano sull'autobus e si riconoscono. In questa occasione i due ragazzi si fidanzano e si scambiano dei braccialetti. La scena cambia ancora e i due ragazzi sono diventati due anziani (li si riconosce dai braccialetti) e sono ancora innamorati ed ancora sull'autobus. Alex Britti interpreta il ruolo dell'autista dell'autobus, che per tutta la durata del video non invecchia mai. Il video è stato girato a Bologna e Britti volle anche guidare l’autobus.

## Classifiche
| Classifica (2000) | Posizione massima |
| ----------------- | ----------------- |
| Italia            | 3                 |

### Classifiche di fine anno
| Classifica (2000) | Posizione |
| ----------------- | --------- |
| Italia            | 65        |